# Abdelmadjid Tebboune
Abdelmadjid Tebboune (arabisk: عبد المجيد تبون) (født 17. november 1945 i Mécheria, Algeriet) er en algerisk politiker, der har været Algeriets præsident siden 19. december 2019.